# Chlamydatus saltitans
Chlamydatus saltitans ist eine Wanzenart aus der Familie der Weichwanzen (Miridae).

## Merkmale
Die Wanzen werden 2,1 bis 2,6 Millimeter lang. Arten der Gattung Chlamydatus sind fast komplett schwarz gefärbt und haben ziemlich breite Schenkel (Femora) an den Hinterbeinen. Sie sehen den Arten der Gattung Halticus ähnlich, haben jedoch längere Fühler, die mehr als körperlang sind. Das zweite Fühlerglied ist kürzer als der Kopf breit ist. Bei Chlamydatus saltitans sind die glänzenden, mit blassen Haaren bedeckten Hemielytren schwarz und mit brauner Basis. Die adulten Wanzen haben fast immer verkürzte (brachyptere) Hemielytren, die nur etwa die Hälfte der Länge des Hinterleibs erreichen. Die Härchen an den Schienen (Tibien) der Hinterbeine entspringen nicht aus dunklen Punkten. Voll geflügelte (makroptere) Tiere treten auf, sind aber selten.

## Vorkommen und Lebensraum
Die Art ist in ganz Europa ohne dem südlichen Mittelmeerraum und nach Osten bis Sibirien und in die Kaspische Region verbreitet. In Deutschland ist sie weit verbreitet und lokal gelegentlich häufig. In Österreich tritt sie nur im pannonischen Osten und im Alpenvorland auf und ist nicht häufig.
Besiedelt werden trockene und warme bis heiße, sandige und offene Lebensräume sowie auch salzige Bereiche im Binnenland.

## Lebensweise
Die Wanzen leben am Boden zwischen Gräsern und krautigen Pflanzen und zeigen keine Spezialisierung auf bestimmte Nahrungspflanzen. Man findet sie vor allem an Tüpfelfarngewächsen (Polypodiaceae), wie etwa Polypodium aviculare, seltener an Korbblütlern (Asteraceae), Hülsenfrüchtlern (Fabaceae) und Storchschnabelgewächsen (Geraniaceae). Sie ernähren sich aber auch räuberisch, teilweise sogar überwiegend auf diese Art. Pro Jahr werden zumindest in Deutschland zwei Generationen ausgebildet, bei denen die Nymphen vor allem in der ersten Maihälfte und in der zweiten Julihälfte auftreten. Die adulten Tiere kann man ab der zweiten Maihälfte und besonders im Juni sowie im August und September beobachten, wobei Weibchen bis in den Oktober angetroffen werden können. Die Überwinterung erfolgt als Ei.

## Belege